# John McLeod Campbell
John McLeod Campbell (4 mai 1800 – 27 février 1872) est un ministre écossais et théologien réformé. 

## Jeunesse
Campbell est né le 4 mai 1800 dans l'Argyllshire, en Écosse, l'aîné du révérend Donald Campbell. Sa mère meurt alors que Campbell n'a que 6 ans, en 1806. Éduqué principalement à la maison par son père, Campbell est déjà un bon latiniste lorsqu'il entre à l'Université de Glasgow en 1811. Terminant ses cours en 1817, il devient étudiant au Divinity Hall, où il acquiert une certaine réputation d'hébraïste.
Après une formation complémentaire à l'Université d'Édimbourg, Campbell est agréé comme prédicateur par le presbytère de Lorne en 1821. En 1825, il est nommé à la paroisse de Row (aujourd'hui Rhu) sur la côte de Gareloch et de la Clyde. Là-bas, l'alcoolisme et les bagarres sont fréquentes et la contrebande ordinaire. La religion est conçue uniquement comme offrant une protection contre la colère de Dieu et c'est pourquoi les prières et l'adoration sonnent creux et sont souvent hypocrites. Il y a peu de joie dans leur christianisme.
Campbell prêche l'expiation universelle ; et le presbytère s'inquiète en 1829 de l'orthodoxie de sa prédication et de son enseignement. Le problème est la théologie de Campbell dans ses sermons et son alignement avec les normes de Westminster que tous les ministres écossais ont accepté de prêcher et d'enseigner lors de leur ordination. Une première pétition est retirée ; mais un appel ultérieur en mars 1830 conduit à une visite presbytérale et à une accusation d'hérésie. Campbell est clairement en désaccord avec le point de vue de la Confession de foi de Westminster concernant une expiation limitée, et il est démis du ministère. L'Assemblée générale, par laquelle l'accusation est finalement examinée, déclare Campbell coupable d'avoir enseigné des doctrines hérétiques et le prive de sa subsistance. Plusieurs problèmes sont entrés en jeu, notamment le fait que Campbell ne soutenait aucun des partis théologiques de l'Assemblée, les modérés ou les évangéliques. Déclinant une invitation à rejoindre Edward Irving dans l'Église catholique apostolique, il travaille pendant deux ans comme évangéliste dans les Highlands écossaises.

## À Glasgow
De retour à Glasgow en 1833, Campbell est ministre pendant seize ans dans une grande chapelle spécialement construite pour lui par des amis proches. En 1859, sa santé décline et il conseille à sa congrégation de rejoindre l'église de la Baronnie, dont Norman Macleod est pasteur.
En 1868, il reçoit le diplôme de DD de l'Université de Glasgow pour son travail théologique et ses écrits. Lui et ses amis considèrent qu'il s'agit d'une tentative de la part de l'Église écossaise de lui tendre la main si longtemps après sa déposition du ministère. Il est clair que son livre sur l’expiation est important et nécessite une réponse. En 1870, il s'installe à Rosneath et c'est là que commence ses Réminiscences et réflexions, une œuvre inachevée publiée après sa mort par son fils.
Campbell a un cercle d'amis proches, parmi lesquels Thomas Erskine, Norman McLeod, Alexander Ewing, Frederick Maurice et C. J. Vaughan. En 1871, un témoignage, un dîner et un discours lui sont consacrés par des représentants de la plupart des organismes religieux d'Écosse. Il meurt au début de 1872 d'un cancer de la prostate. Il est enterré dans le cimetière de Rosneath. De l’avis d’un historien de l’Église allemand, contemporain de Campbell, sa théologie constitue un point culminant de la théologie britannique au XIXe siècle. James B. Torrance le classe en bonne place sur la doctrine de l'expiation, plaçant Campbell aux côtés d'Athanase d'Alexandrie et d'Anselme de Cantorbéry. Campbell s'est inspiré de sa lecture attentive des premiers Pères de l'Église, des confessions et catéchismes réformés historiques, de Jean Calvin, du commentaire de Martin Luther sur Galates et des œuvres de Jonathan Edwards.

## Travaux
La question de Jonathan Edward concernant l'expiation, l'une des motivations du travail de Campbell, est la suivante : « Dieu pourrait-il être satisfait par le repentir sincère et honnête du Christ au nom de l'humanité, ou sa mort était-elle nécessaire pour que la satisfaction, le pardon et l'expiation se produisent ? Interrogé d’une autre manière, Christ devait-il mourir pour effectuer l’expiation, ou y avait-il une autre manière pour que l’expiation ait lieu ? Campbell est également sensible sur le plan pastoral à l'attitude de ses paroissiens quant à leur vie chrétienne. Il découvre que leur christianisme est essentiellement sans joie et déprimant.
L'influence de Campbell est particulièrement visible dans les travaux de Hugh Mackintosh, Donald Baillie, et plus particulièrement chez Thomas F. Torrance et James B. Torrance. Plus tard, la théologie écossaise affirme l'influence de Campbell en s'écartant de la lecture stricte des normes de Westminster. Campbell, grâce à l'influence des frères Torrance, commence à être apprécié en tant que théologien pastoral.
En 1856, Campbell publie The Nature of the Atonement, qui influence profondément la théologie écossaise. L'objectif théologique de Campbell est de considérer l'Expiation à la lumière de l'Incarnation. Dans l’Expiation, on ne peut pas séparer la naissance, la personne, l’œuvre et la mort de Jésus-Christ. En regardant Christ de plus près, on peut découvrir que l’esprit divin en Christ est l’esprit d’une parfaite filiation obéissante envers Dieu et d’une parfaite fraternité envers les hommes. Jésus-Christ dans sa personne accomplit la loi d'aimer Dieu de tout son cœur et d'aimer son prochain avec altruisme. À la lumière de ce fait divin de l'Incarnation, la vie du Christ comme expiation, vécue par procuration à la place de l'humanité, apparaît se développer naturellement et nécessairement comme une réconciliation parfaite et complète ; l'élément pénal dans les souffrances du Christ n'est qu'un aspect ou une facette de l'expiation.
En 1862, Campbell publie Thoughts on Revelation et quelques années plus tard (1869), il publie une version révisée de son livre de 1851 : Christ the Bread of Life.

## Famille
Campbell épouse Mary Campbell, fille de John Campbell d'Ardnahua, Kilninver. Leur mariage est mal vu par sa famille en raison du statut social inférieur de Mary. McLeod Campbell, cependant, est profondément amoureux d'elle et ne laisse pas les inégalités sociales faire obstacle à leur union. En conséquence, il faut des années avant que sa famille reprenne communication et correspondance avec lui. Le couple a quatre fils, dont James Macnabb Campbell (en) et deux filles; sa fille Jean épouse William Graham Crum, fils de Walter Crum, et est la mère du prêtre anglican et auteur d'hymnes John Macleod Campbell Crum.